# Discours d'Hugo Chávez du 20 septembre 2006 à l'assemblée générale des Nations unies
Le 20 septembre 2006, le président vénézuélien, Hugo Chávez, prononce devant l'Assemblée générale des Nations unies un discours condamnant le président américain George W. Bush, en le comparant au diable et en mettant l'accent sur sa politique étrangère. Le discours reçoit les éloges de la communauté internationale, en partie à cause de la forte impopularité mondiale de la politique de l'administration Bush. Bien que le discours ait été accueilli avec des applaudissements soutenus au cours de l'Assemblée générale, même de la part de certains américains (en particulier chez les Démocrates), il a suscité de vives critiques bipartites de la part de nombreux représentants publics et élus aux États-Unis. Le discours eut lieu alors que le taux d’approbation du président George W. Bush était au plus bas auprès du public américain.

## Description
S'exprimant au lendemain de la prise de parole de Bush devant la même session de l'Assemblée générale, Chávez déclare: « Le diable est venu ici hier, et ça sent encore le soufre. Cette table sur laquelle je me tiens maintenant ... ». À ce moment-là, Chávez fait un signe de la croix, place ses mains comme s'il priait et lève brièvement les yeux vers le haut comme s'il invoquait Dieu. « Hier, Mesdames et Messieurs, depuis cette tribune, le président des États-Unis, le monsieur à qui je me réfère comme le diable, est venu ici, parlant comme s'il possédait le monde » Chávez déclare également que le président Bush « [...] est venu à l'Assemblée générale pour partager ses idées pour tenter de préserver le modèle actuel de domination, d'exploitation et de pillage des peuples du monde ».
Chávez commence son discours en recommandant le livre Dominer le monde ou sauver la planète ? de Noam Chomsky: « C'est un excellent livre qui nous aide à comprendre ce qui s'est passé dans le monde au cours du XXe siècle et ce qui se passe maintenant, ainsi que la plus grande menace qui pèse sur notre planète ». En citant le livre de Chomsky, Chávez explique que « [...] l'empire américain fait tout ce qui est en son pouvoir pour consolider son système de domination. Et nous ne pouvons le leur permettre. Nous ne pouvons pas permettre que la dictature mondiale soit consolidée ».  
À l'exception de la phrase d'introduction (« Yesterday, the devil came here, right here. And it smells of sulfur still today. »), le discours a été prononcé en espagnol avec interprétation en voix off de l'ONU. 

## Réactions

### Au Venezuela
Un sondage réalisé par John Zogby en octobre 2006, un mois après le discours de Chávez, a révélé que 36 % des Vénézuéliens interrogés considéraient que ce discours les rendaient fiers de Chavez, tandis que 23 % les avaient rendus honteux. 15 % étaient indifférents et 26% déclarèrent ne pas connaître le discours ou ne pas savoir quoi en penser.

### Aux États-Unis
De nombreux politiciens américains, issus des deux chambres du Congrès, publièrent des communiqués de presse en réponse aux déclarations de Chavez: 
- John Bolton (ambassadeur américain aux Nations unies) dénonça un discours « insultant »[4].
- Nancy Pelosi (parti démocrate, Californie), nouvelle présidente de la Chambre des représentants (et ardente critique du président Bush), qualifie Chávez de "voyou ordinaire" par opposition au « Simón Bolívar des temps modernes qu'il se croit incarner ». Elle affirme également que « Hugo Chávez a abusé du privilège qu'il avait d'être devant les Nations Unies » et « qu'il s'est humilié lui-même et le Venezuela ».
- Le Représentant Charles Rangel (parti démocrate, New-York) déclare dans un communiqué de presse que « George Bush est le président des États-Unis et représente le pays. Toute attaque publique humiliante contre lui est considéré par les Républicains, les Démocrates, et tous les Américains, comme une attaque contre nous tous ».
- Le sénateur Tom Harkin (parti démocrate, Iowa) a qualifié les propos de Chávez d '« incendiaires » [5] mais a déclaré qu'il les comprenait : « Permettez-moi de formuler les choses ainsi, je peux comprendre la frustration, ah, et la colère de certaines personnes dans le monde entier à cause de la politique de George Bush ». Harkin poursuivit en critiquant la politique étrangère du président Bush, « Nous avons tendance à oublier que, quelques jours après le 11 septembre 2001, des milliers, des milliers d'Iraniens défilaient à Téhéran lors d'une procession aux chandelles pour soutenir les États-Unis. Chaque pays musulman était fondamentalement de notre côté. Pensez-y, dans cinq ans. Le président Bush a tout gâché. »
- L'ancien président Bill Clinton (parti démocrate, Arkansas) qualifia la « diabolisation personnelle » d'« erreur » qui ne fait que nuire à Chávez et à son pays[6].

En réponse aux critiques politiques américaines dans l'édition du 10 octobre 2006 du magazine Time, Chávez affirme à Tim Padgett qu'il n'a pas attaqué Bush, mais contre-attaqué, déclarant que Bush avait dit des choses bien pires sur lui, et que « Bush a attaqué le monde, et pas seulement avec des mots mais avec des bombes ». Il mit en avant qu'il réagissait à ce qu'il percevait comme la « menace d'un empire américain qui utilise l'ONU pour justifier son agression contre la moitié du monde » et qu'il voulait « réveiller l'opinion publique américaine et mondiale ».

### En Équateur
Rafael Correa, alors candidat à la présidence équatorienne et élu par la suite en novembre 2006, déclare qu'appeler George Bush le diable était une « insulte faite au diable parce que, même si ce dernier était malicieux, il était au moins intelligent »,. Correa, critique récurrent de la politique étrangère américaine, décrit George W. Bush comme « un président extrêmement dimwitted (borné, gourde) qui a gravement endommagé son pays et le monde ». 